# فيليب لويس غريفيثز
فيليب لويس غريفيثز (بالإنجليزية: Philip Lewis Griffiths)‏ هو قاضي أسترالي، ولد في 30 سبتمبر 1881، وتوفي في 4 يونيو 1945.